# Mursia trispinosa
Mursia trispinosa is een krabbensoort uit de familie van de Calappidae. De wetenschappelijke naam van de soort is voor het eerst geldig gepubliceerd in 1914 door Parisi.